# Parafia Wniebowzięcia Najświętszej Maryi Panny w Żabiance
Parafia Wniebowzięcia Najświętszej Maryi Panny w Żabiance – rzymskokatolicka parafia w Żabiance.

## Zasięg parafii
Di parafii należą wierni z następujących miejscowości: Białki Dolne, Białki Górne, Korzeniów, Miłosze, Osmolice, Sarny, Sierskowola, Trzcianki, Ułęż Górny, oraz Żabianka.

## Historia
Kościół pod wezwaniem Wniebowzięcia NMP w Żabiance
Pierwotny kościół był świątynią filialną parafii Drążgów, został wzniesiony w 1570 z fundacji Łukasza Lędzkiego. W 1575 stał się parafialnym. Ponowna erekcja parafii nastąpiła w 1731 roku.
Obecny kościół wybudowano (i konsekrowano) w 1745 kosztem Feliksa Bętkowskiego, starosty stężyckiego. Był on odnawiany w 1882 (zapewne z tego czasu pochodzą kruchty), później remontowany w latach 1975 – 1976. W 1994 wymieniono gontowe pokrycie. W trakcie remontu generalnego w 2014 pod podłogą odkryto kryptę grobową.
Kościół jest usytuowany na skraju skarpy wieprzańskiej. Jest orientowany, drewniany, o konstrukcji zrębowej wzmocnionej lisicami, oszalowany pionowo. Jednonawowy, na planie krzyża. Nawa i prezbiterium mają wspólną kalenicę, kalenice ramion transeptu są niższe. Prezbiterium i ramiona zamknięte są trójbocznie. Przy prezbiterium od północy znajduje się zakrystia, przy nawie od zachodu i południa kruchty.
Dachy są dwuspadowe, nad prezbiterium i ramionami transeptu trójpołaciowe, o silnie wysuniętych okapach, kryte gontem. Szczyt kruchty oszalowany jest ukośnie. Nad nawą wznosi się czworoboczna, ażurowa wieżyczka na sygnaturkę, obita blachą.
Wnętrze nakryte jest stropem. Łuk tęczy (prezbiterium nie jest wydzielone z nawy) ma kształt trapezowaty, na belce znajduje się barokowy krucyfiks z XVIII wieku. Chór muzyczny jest wsparty na czterech profilowanych słupach z zastrzałami. Drzwi do zakrystii mają okucia z XVII wieku. Prostokątne okna zamknięte są łukiem odcinkowym.
Ołtarz główny jest rokokowo-klasycystyczny (4. ćwierć XVIII wieku). Ma formę rozbudowanego tabernakulum zwieńczonego rzeźbą pelikana, z rzeźbami archaniołów Gabriela i Rafała oraz arcykapłanów Aarona i Melchizedeka po bokach. Za ołtarzem na ścianie prezbiterium umieszczona jest nastawa z baldachimu podtrzymywanego przez anioły oraz obraz Matki Boskiej z Dzieciątkiem (XVIII wiek), w drewnianej, pozłacanej sukience rokokowej (2. połowa XVIII wieku). W nowym, prawym ołtarzu bocznym znajduje się figura Chrystusa Ukrzyżowanego z kości słoniowej (XVIII wiek), w ozdobnej, drewnianej ramie z końca XVIII wieku, na haftowanym sieczką tle z tego samego czasu. Drugi ołtarz boczny pochodzi z XVIII wieku.
Ambona jest rokokowa (2. połowa XVIII wieku), prospekt organowy z 2. połowy XVIII wieku. Z krzyżami konsekracyjnymi związanych jest sześć luster z 4. ćwierci XVIII wieku, w ozdobnych, klasycystycznych ramach. Klasycystyczne jest umbrakulum (1787). Podstawy pod katafalk w formie trupich czaszek i lichtarz na drewniany paschał pochodzą z XVIII wieku.
W kościele znajdują się obrazy z XVIII wieku: św. św. Piotra i Pawła, św. Józefa z Dzieciątkiem, św. Wincentego à Paulo, czterech ewangelistów oraz portrety z XVIII - XIX wieku: Antoniego Sebastiana Sojewskiego, proboszcza kłoczewskiego; nieznanego biskupa, zapewne prymasa Michała Poniatowskiego; nieznanego duchownego, zapewne Łukasza Bętkowskiego (starosty stężyckiego); Jacka Bętkowskiego (sędziego ziemskiego stężyckiego, szambelana króla Stanisława Augusta). Do tego rzeźba Chrystusa Zmartwychwstałego z 2. połowy XVIII wieku, krucyfiks barokowy (około połowy XVIII wieku) i barokowo-ludowy (XVIII wiek).
Na ścianach umieszczone są tablice nagrobne: marmurowa, w drewnianym, klasycystycznym obramieniu - Anny z Dobrzyńskich Brzozowskiej (zm. 1799) oraz marmurowa Łukasza Bętkowskiego (zm. 1801). W posadzce znajduje się marmurowa płyta nagrobna z zatartym herbem i napisem (XVII wiek?).
Wśród zabytkowych sprzętów liturgicznych jest między innymi monstrancja w stylu regencji (2. ćwierć XVIII wieku), z koroną w zwieńczeniu, podtrzymywaną przez dwa aniołki; kielich w stylu regencji (1732); klasycystyczna puszka (1787) fundacji Bętkowskich, z ażurową pokrywką, dzwonkiem i wisiorkami; krzyż ołtarzowy z relikwiami św. Jozafata (2. połowa XVIII wieku); barokowy zbiornik lawaterza z blachy miedzianej (1. połowa XVIII wieku); ornaty z XVIII wieku. Do tego Mszał Rzymski (Antwerpia 1682) i akt konsekracji kościoła z 1745 roku.
W XVIII wieku została wzniesiona dzwonnica-brama. W XX wieku przestawiono ją na południe od kościoła. Jest drewniana, konstrukcji słupowej, oszalowana. Dach ma namiotowy, kryty gontem. Dwa dzwony pochodzą z XVIII wieku.
Na cmentarzu przykościelnym znajduje się nagrobek Jacka Bętkowskiego, sędziego pokoju i posła powiatu żelechowskiego (zm. 1839) - klasycystyczny, z herbem Topór. 